# Ratsweinkeller Gifhorn

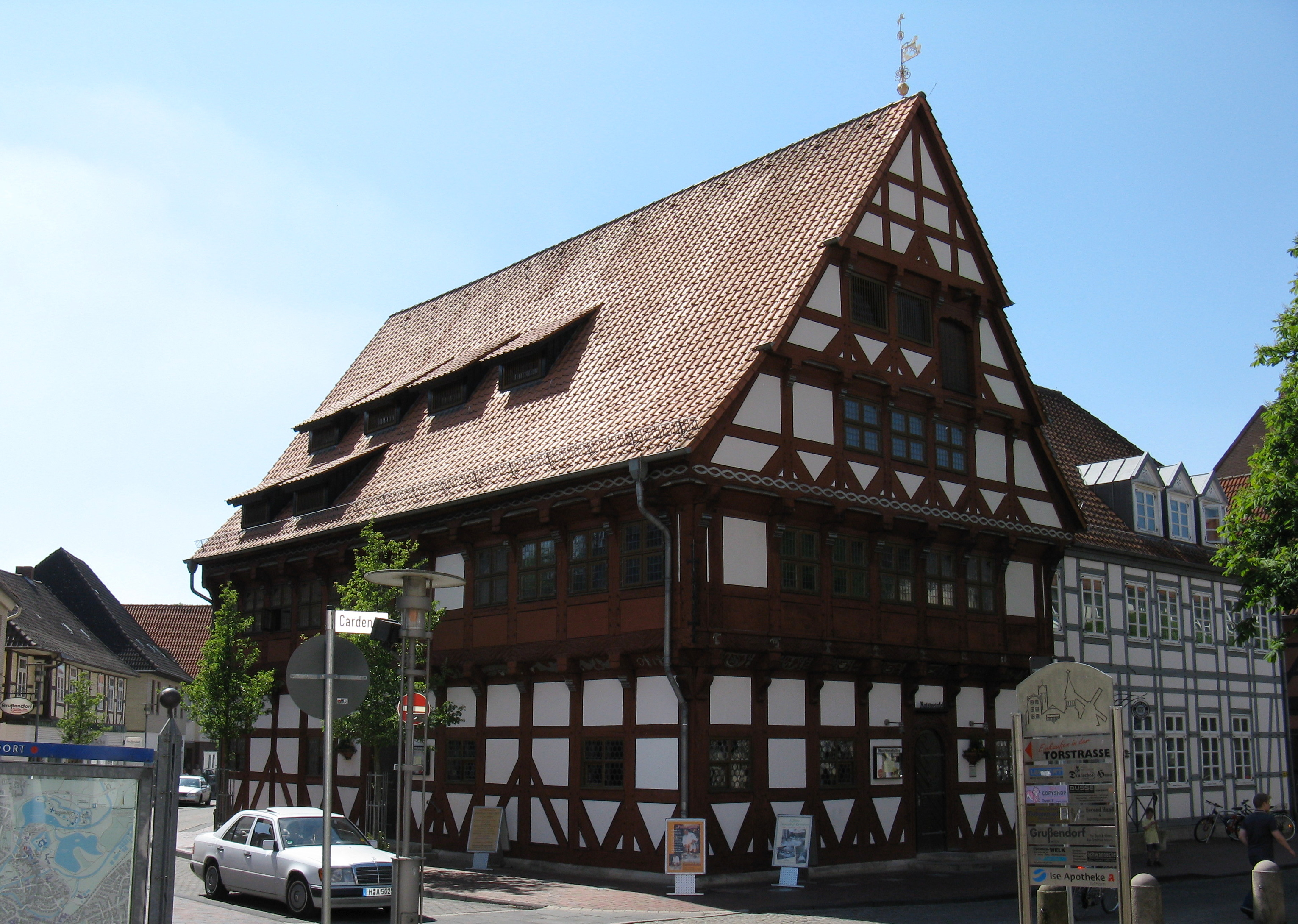
Der Ratsweinkeller

Der Ratsweinkeller, auch Altes Rathaus genannt, ist ein historisches Fachwerkhaus in Gifhorn.

## Geschichte
Das Gebäude wurde 1562 als Rathaus der Stadt Gifhorn errichtet. Um Reisende und Händler auf den durch Gifhorn führenden Fernstraßen zu beeindrucken, wurde es mit prächtigen Holzschnitzereien verziert.
Im Obergeschoss befanden sich die Amtsräume und ein Festsaal, im Erdgeschoss der Ratskeller, zeitweise auch Ratskrug genannt. Er wurde seinerzeit jeweils für einige Jahre an den höchstbietenden Wirt verpachtet. 1766/67 musste das Gebäude umfassend erneuert werden, da es sich aufgrund des morastigen Bodens in Richtung Cardenap abzusenken begann. Die Fundamente mussten verstärkt und der Ostgiebel neu errichtet werden, wobei man auf die Vorkragungen und Schnitzereien verzichtete. 1843 wurde das Haus für 3490 Taler an den Tischlermeister August Schmidt verkauft, der die Fassade mit einer Quader imitierenden Holzverschalung versehen ließ. Das Lokal wurde seitdem von wechselnden Besitzern bewirtschaftet. 1909 kam es im Inneren zu einem größeren Umbau.
1982 gelangte der Ratsweinkeller wieder in den Besitz der Stadt Gifhorn. Anschließend begann man mit der Sanierung des Bauwerkes. Es beherbergt heute einen Teil der Stadtbücherei und bildet zusammen mit einigen umstehenden Gebäuden das historische Zentrum der Gifhorner Altstadt.
Das Restaurant Ratsweinkeller wurde Mitte 2019 geschlossen, die Stadt Gifhorn sucht derzeit einen neuen Pächter.

## Baubeschreibung
Bei dem einstigen Rathaus handelt es sich um einen zweigeschossigen Fachwerkbau in Ecklage mit Satteldach, das ursprünglich als Weichdach ausgeführt war. Das Obergeschoss kragt über Knaggen vor. Den Dachfirst bekrönt eine Wetterfahne von 1715 mit dem Gifhorner Stadtwappen.  1985/86 wurde das Fachwerk demontiert und das Gebäude anschließend in seiner ursprünglichen Form von 1562 rekonstruiert. Dabei wurden die Vorkragungen der Giebels wiederhergestellt; die Farbgebung erfolgte nach Befund.